# 大阪教育大学附属高等学校池田校舎
大阪教育大学附属高等学校池田校舎（おおさかきょういくだいがく ふぞくこうとうがっこう いけだこうしゃ、英称：Ikeda Senior High School attached to Osaka Kyoiku University）は、大阪府池田市に所在する国立高等学校。
大阪教育大学の附属学校。略称は「附高（ふこう）」、「池附（いけふ）」。

## 概要
1956年に開校した。大阪教育大学の附属学校として、一般的な高等学校教育に加えて、教育実践の研究や教育実習生の受け入れなどを行っている。受験資格は、学校が指定した地域（大阪府・京都府・兵庫県の各一部）に保護者と一緒に居住し、通学時間が90分以内の者。 
国際教育の研究・実践を深め、指導理念・指導方法・カリキュラム開発研究の基礎的研究を行ってきた。総合的な学習の時間はその実践の場となっている。
1995年以降、国際社会に対応した教育研究をおこなうため、特別枠（帰国生徒・外国人生徒）の募集を開始（2000年に国際枠と改称。8名以内）した。海外の高等学校との交流を深めている。海外からの短期・長期の留学も多く、附高池田の生徒の海外留学も盛んに行われ、AFS日本協会やYFUなどの交換留学団体を使用することが多い。
1996年9月5日に発生した水泳事故、また2001年6月8日の附属池田小事件を受け、安心･安全教育に力を入れており毎年6月8日・9月5日付近には全校集会を必ず開き、それぞれ事件の概要を校舎主任が読み上げ1分間の黙祷を捧げている。

## 沿革
1956年、大阪学芸大学附属池田小学校（現大阪教育大学附属池田小学校）に隣接する現校地に設立された。1957年には大阪学芸大学附属池田中学校（池田市城山1002番地。現大阪教育大学附属池田中学校）が移転し、小・中・高の文教キャンパスとなる。
2003年、ユネスコ・スクール (ASPnet) に加盟した。世界各地の加盟校と共同して国際理解教育を実施し、世界の国々と協同研究・協同実践を進めている。
2003年度より3年間スーパーイングリッシュランゲージハイスクール（SELHiセルハイ、2009年度事業終了）に指定され、多文化理解を目指す実践的な語学教育に取り組んだ。

### 年表
- 1956年 - 大阪学芸大学附属高等学校池田校舎として開校。
- 1957年7月 - 現在地に移転
- 1961年 - 学級増（2クラスから3クラスへ）
- 1967年 - 大阪教育大学の名称変更に伴い、大阪教育大学教育学部附属高等学校池田校舎に校名を変更。
- 1972年 - 服装を自由化。前・後期の2学期制授業に移行
- 1995年 - 国際枠入試開始
- 2004年 - 大阪教育大学の国立大学法人化に伴い、大阪教育大学附属高等学校池田校舎に校名を変更。
- 2006年 - 校歌制定。
- 2019年 - 各HR教室にWi-Fi設置

## 事故・訴訟
1996年9月5日、女子生徒（当時2年生）が1限目の体育の水泳授業に出席、潜水泳法の評価中プールに浮いた状態で見つかる。緊急搬送後、同年9月12日に死亡。
1997年5月12日、死亡女子生徒遺族は学校からの説明にほとんど納得しなかったため、学校と国を相手取り提訴した。2001年3月26日、大阪地方裁判所にて、学校の安全配慮義務違反で事故に至ったとして学校設置者である国の敗訴が確定、原告の訴えが認められた。
事故から10年目を迎えた2006年9月5日、大阪教育大学学長、附属高等学校校長および附属高等学校池田校舎主任は、声明文を公表し、事故の原因と責任についての見解を明らかにした。
大阪教育大学ならびに附属高等学校池田校舎は、この痛ましい水泳事故を末永く記憶にとどめ、安全な水泳授業を誓い、安全な学校の実現への決意を新たにするため、池田校舎の水泳プール入り口付近にメモリアルを設置し、遺族の列席の下に除幕式を挙行した。今ではどのクラスも水泳授業の1回目はそのメモリアルの前に整列し黙祷を捧げている。

## 著名な卒業生

### 政治・行政
- 梅村聡 - 日本維新の会の参議院議員（35期）
- 岡田克也 - 元副総理。元民進党代表、元外務大臣、無所属の衆議院議員（14期）
- 末広まきこ - タレント。元参議院議員（5期）
- 丸川珠代 - 自由民主党の参議院議員、元テレビ朝日アナウンサー（31期）
- 山野徹 - 防衛官僚。内閣府政策統括官（28期）
- 牛田茉友 - 参議院議員（国民民主党）、元NHKアナウンサー（46期）

### 司法
- 中村慎 - 最高裁判所判事（22期）

### 財界・経済
- 安藤宏基 - 日清食品ホールディングス代表取締役社長 (CEO)（8期）
- 沖中進 - 朝日放送グループホールディングス社長（16期）
- 小林公一 - 宝塚歌劇団理事長。元阪急阪神ホールディングス取締役（20期）
- 竹増貞信 - ローソン社長（30期）
- 鳥井信宏 - サントリーホールディングス代表取締役社長（26期）
- 中尾武彦 - みずほ総合研究所理事長。元アジア開発銀行総裁（16期）
- 西川りゅうじん - マーケティングコンサルタント（21期）

### 学者・医師
- 大城理 - 大阪大学大学院基礎工学研究科教授（23期）
- 小倉千加子 - 心理学者（12期）
- 河田聡 - 応用物理学者。大阪大学名誉教授（12期）
- 蔵田伸雄 - 倫理学者。北海道大学大学院文学研究科教授（24期）
- 高橋政代 - 元神戸理化学研究所（iPS細胞世界初移植成功。22期）
- 高木達也 - 大阪大学大学院薬学研究科教授（17期）
- 多田将 - 物理学者。高エネルギー加速器研究機構・素粒子原子核研究所准教授（31期）
- 塚本昌彦 - 計算機科学者。神戸大学大学院工学研究科教授（25期）
- 野崎京子 - 化学者。東京大学大学院工学系研究科化学生命工学専攻教授（24期）
- 福嶌教偉 - 大阪大学医学部附属病院移植医療部病院教授（17期）
- 藤井光 - 翻訳家。同志社大学准教授（40期）
- 坊農秀雅 - 広島大学大学院統合生命科学研究科特任教授（33期）
- 宮尾龍蔵 - 経済学者。甲南大学経済学部教授（25期）
- 元木泰雄 - 京都大学大学院人間・環境学研究科教授（15期）
- 山田広昭 - 東京大学大学院総合文化研究科教授（17期）

### 文学
- 我孫子武丸 - 推理作家（23期）
- 光森裕樹 - 歌人（40期）
- 森下佳子 - 脚本家（31期）

### 芸能・ジャーナリズム
- 伊藤銀次 - ミュージシャン（11期）
- 恵村順一郎 - 朝日新聞論説委員（22期）
- 遠藤奈美 - 京都放送アナウンサー（44期）
- 関根友実 - 元朝日放送アナウンサー。臨床心理士（33期）
- 妹尾隆一郎 - ハーモニカ奏者（10期）
- 玉巻映美 - 毎日放送アナウンサー（53期）
- 土屋武之 - 鉄道ライター（26期）
- 中浜葉月 - 朝日放送アナウンサー（31期）
- 林家竹丸 - 落語家、元NHK記者（26期）
- 山田朋生 - NHKアナウンサー（39期）
- 鬼頭由芽 - 元FM802ラジオDJ

### 芸術
- 魚谷繁礼 - 建築家。京都工芸繊維大学教授（38期）
- 神前暁 - 作曲家（35期）
- 佐々田愛一郎 - 指揮者。宝塚歌劇団
- さそうあきら - 漫画家（21期）
- 山本寛 - アニメ監督、アニメ演出家（35期）

### その他
- 西川純 - 日本赤軍メンバー（11期）

## アクセス
- 阪急宝塚本線池田駅 徒歩20分